# Karl Üblacker
Karl Üblacker (* 23. Februar 1916 in Tachau, Österreich-Ungarn; † 10. Januar 1999 in Bremen) war ein deutscher Kunsthistoriker und Museumsleiter im Schloss Wernigerode.

## Leben und Wirken
Üblacker wuchs in der Tschechoslowakei auf. Nach dem Ende des Zweiten Weltkrieges wurde seine Familie von dort vertrieben und ließ sich in der Sowjetischen Besatzungszone nieder. Er studierte Geschichte, Geographie und Kunstgeschichte. 1952 wurde er Leiter der Abteilung Kultur beim Rat des Bezirkes Magdeburg. Ab 1954 war er am Aufbau eines Heimatmuseums in Wernigerode beteiligt, dessen Leiter er wurde. Aus dem Heimatmuseum ging das heutige Harzmuseum hervor. Von 1963 bis zum Erreichen des Rentenalters 1981 war er Leiter des Feudalmuseums Wernigerode auf Schloss Wernigerode. Zu seinen dortigen Mitarbeitern zählte ab 1973 der Historiker Konrad Breitenborn. 
Im Auftrag des Kreisleitung Wernigerode der SED publizierte Üblacker gemeinsam Manfred Oelsner Material zur Vereinigung von KPD und SPD im Kreis Wernigerode. Daneben verfasste er zwei Führer durch das Schloss Wernigerode und ein Wernigeröder Wanderheft. Letztere Publikationen erschienen in hoher Auflage.

## Schriften (Auswahl)
- Feudalmuseum Schloss Wernigerode. 8., neugefasste Auflage, Feudalmuseum Schloß Wernigerode. Tourist-Verlag, Berlin, Leipzig 1979.
- mit Manfred Oelsner: Als die Einheit geschmiedet wurde. Material zur Vereinigung von KPD und SPD im Kreis Wernigerode. 2., überarb. Auflage, Kreisleitung Wernigerode der SED, Wernigerode 1971.
- mit Ernst Pörner: Wernigerode, die bunte Stadt am Harz (= Unser kleines Wanderheft, 45). 10., verb. Auflage, Brockhaus, Leipzig 1971.
- mit Doris Derdey und Josef Walz: Feudalmuseum Schloss Wernigerode. Kleiner Führer durch das Museum. Brockhaus, Wernigerode 1969.
- Das Feudalmuseum Schloß Wernigerode, 17., erweiterte Auflage, Feudalmuseum Schloß Wernigerode, Wernigerode 1967.
- Die Industrialisierung der Stadt Wernigerode von 1800–1900. Von der Ackerbürgerstadt zum Industrie- und Kurort (Manuskript), Wernigerode o. J.